# Deutscher Tischtennis-Bund
De Deutsche Tischtennis-Bund e. V. (DTTB) is de koepelorganisatie in Duitsland voor de beoefening van het tafeltennis. De DTTB organiseert het tafeltennis in Duitsland en vertegenwoordigt het Duitse tafeltennis op internationale sportevenementen.
De bond is opgericht op 8 november 1925 en is lid van de International Table Tennis Federation. Anno 2016 telde de bond 560.644 leden, verspreid over 10.220 verenigingen. 

## Bonden en regionale bonden van de DTTB (tot 2010)

### Bonden
| Regionale bond                                       | Bond                         | Oprichtings jaar | Zetel         | Aantal teams | Aantal verenigingen |
| ---------------------------------------------------- | ---------------------------- | ---------------- | ------------- | ------------ | ------------------- |
| Norddeutscher TTV                                    | Berliner TTV                 | 1927             | Berlijn       | 657          | 99                  |
| Norddeutscher TTV                                    | TTV Brandenburg              | 1990             | Strausberg    | 465          | 143                 |
| Norddeutscher TTV                                    | FTT Bremen                   | 1951             | Bremen        | 280          | 56                  |
| Norddeutscher TTV                                    | Hamburger TTV                | 1948             | Hamburg       | 722          | 111                 |
| Norddeutscher TTV                                    | TTV Mecklenburg-Vorpommern   | 1990             | Rostock       | 370          | 124                 |
| Norddeutscher TTV                                    | TTV Niedersachsen            | 1947             | Hannover      | 7.992        | 1.554               |
| Norddeutscher TTV                                    | TTV Sachsen-Anhalt           | 1990             | Halle (Saale) | 1.034        | 243                 |
| Norddeutscher TTV                                    | TTV Schleswig-Holstein       | 1947             | Kiel          | 1.789        | 414                 |
| Süddeutscher TTV                                     | Badischer TTV                | 1946             | Leimen        | 1.472        | 287                 |
| Süddeutscher TTV                                     | Bayerischer TTV              | 1945             | München       | 7.869        | 1.631               |
| Süddeutscher TTV                                     | Sächsischer TTV              | 1990             | Dresden       | 1.773        | 316                 |
| Süddeutscher TTV                                     | Südbadischer TTV             | 1948             | Appenweier    | 1.327        | 236                 |
| Süddeutscher TTV                                     | TTV Württemberg-Hohenzollern | 1946             | Stuttgart     | 4.748        | 805                 |
| Südwestdeutscher TTV (is per 30 juni 2012 opgeheven) | Pfälzischer TTV              | 1950             | Landau        | 1.106        | 205                 |
| Südwestdeutscher TTV (is per 30 juni 2012 opgeheven) | Rheinhessischer TTV          | 1949             | Mainz         | 593          | 123                 |
| Südwestdeutscher TTV (is per 30 juni 2012 opgeheven) | Saarländischer TT-Bund       | 1946             | Saarbrücken   | 673          | 136                 |
| Südwestdeutscher TTV (is per 30 juni 2012 opgeheven) | Thüringer TTV                | 1990             | Erfurt        | 1.029        | 292                 |
| Westdeutscher TTV                                    | Westdeutscher TTV            | 1931             | Duisburg      | 7.834        | 1.348               |
| zonder                                               | Hessischer TTV               | 1946             | Pohlheim      | 5.332        | 1.037               |
| zonder                                               | TTV Rheinland                | 1949             | Koblenz       | 1.522        | 329                 |
|                                                      | DTTB totaal                  |                  |               | 48.587       | 9.489               |

1. ↑  Bron: Informatie van regionale bonden – samengesteld door Winfried Stöckmann.

### Regionale bonden
| Bond                                                                    | Oprichtingsjaar | Zetel     | Aantal deelstaatbonden |
| ----------------------------------------------------------------------- | --------------- | --------- | ---------------------- |
| Norddeutscher TTV (NTTV)                                                | 1961            | Helmstedt | 8 deelstaatbonden      |
| Süddeutscher TTV (STTV)                                                 | 1962            | München   | 5 deelstaatbonden      |
| Südwestdeutscher TTV (SWTTV) (De bond werd per 30 juni 2012 opgeheven.) | 1951            | Gensingen | 4 deelstaatbonden      |
| Westdeutscher TTV (WTTV)                                                | 1931            | Duisburg  | –                      |

1. ↑  De bond werd per 30 juni 2011 opgeheven. - Tijdschrift tischtennis, 2010/7 regional Süd pagina 1

## Ledenaantallen
Hieronder de ontwikkeling van het ledenaantal en het aantal verenigingen:
| Jaar (01.01) | Ledenaantallen | Ledenaantallen | Ledenaantallen | Verenigingen |
| Jaar (01.01) | Mannen         | Vrouwen        | Totaal         | Verenigingen |
| ------------ | -------------- | -------------- | -------------- | ------------ |
| 2020         | 431.510        | 109.455        | 540.965        | 9.911        |
| 2019         | 432.088        | 110.263        | 542.351        | 9.874        |
| 2018         | 438.268        | 111.777        | 550.045        | 9.989        |
| 2017         | 440.101        | 113.342        | 553.443        | 9.991        |
| 2016         | 446.005        | 114.639        | 560.644        | 10.220       |
| 2015         | 453.631        | 117.024        | 570.655        | 10.346       |
| 2014         | 466.347        | 122.200        | 588.547        | 10.464       |
| 2013         | 473.279        | 125.435        | 598.714        | 10.547       |
| 2012         | 474.632        | 126.608        | 601.240        | 10.685       |
| 2011         | 477.254        | 128.821        | 606.075        | 10.742       |
| 2010         | 482.821        | 131.358        | 614.179        | 9.436        |
| 2009         | 480.724        | 133.387        | 614.111        | 9.436        |
| 2008         | 480.876        | 135.920        | 616.796        |              |
| 2007         | 488.442        | 142.499        | 630.941        | 7.559        |
| 2006         | 499.842        | 145.893        | 645.735        |              |
| 2005         | 504.441        | 146.581        | 651.022        | 7.698        |
| 2004         | 511.775        | 153.365        | 665.140        | 9.579        |
| 2003         | 518.415        | 155.453        | 673.868        |              |
| 2002         | 528.045        | 159.989        | 688.034        |              |
| 2001         | 534.428        | 159.481        | 693.909        |              |
| 2000         |                |                | 698.204        |              |
| 1999         |                |                | 698.000        |              |
| 1998         |                |                | 707.000        |              |
| 1997         |                |                | 722.000        |              |
| 1996         |                |                | 730.000        |              |
| 1995         |                |                | 741.000        |              |
| 1994         |                |                | 750.000        |              |
| 1993         |                |                | 758.000        |              |
| 1992         |                |                | 764.000        |              |
| 1991         |                |                | 762.000        |              |
| 1990         |                |                | 769.000        |              |
| 1989         |                |                | 820.000        |              |